# 圣玛利亚临时主教座堂

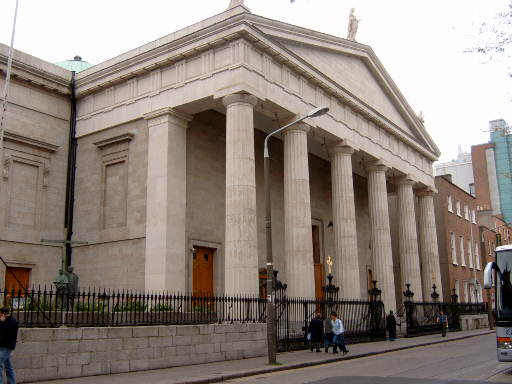
圣玛利亚临时主教座堂

圣玛利亚临时主教座堂（英語：St Mary's Pro-Cathedral），亦稱聖瑪利亞堂（英語：St Mary's Church），是位於愛爾蘭首都都柏林的天主教會教堂，為天主教都柏林總教區的臨時主教座堂，但自1825年啟用起便實際上執行主教座堂的功能。天主教都柏林總主教及愛爾蘭主教長的主教座设此。

## 歷史

### 宗教改革
都柏林拥有两座主教座堂，但是不寻常的是，它们都同属一个教派，即少数人信仰的爱尔兰圣公会；而爱尔兰多数人信仰的天主教會，自从宗教改革以来，在首都就没有了主教座堂，当时爱尔兰的主教们追随亨利八世脱离了羅馬教廷。作为官方教会，爱尔兰圣公会控制了大部分的教会财产，包括圣三一座堂（俗称基督堂）和聖派屈克座堂。这两个座堂长期分享主教座堂的角色。
虽然基督堂成为圣公会财产已有五百年之久，天主教会和教宗仍将其视为都柏林正式的主教座堂，因为它是由12世纪的都柏林总主教圣劳伦斯·奥图尔请求教宗指定的。除非教宗正式撤销这一指定、或将主教座堂地位给予另一个教堂，聖瑪利亞堂仍将繼續是都柏林的“临时主教座堂”。

### 19世纪
在爱尔兰，直到19世纪初，天主教（以及其他非圣公会信仰）曾长期受到限制。只有獲官方認可的圣公会才具有充分的权利，包括崇拜仪式和财产权。天主教不允许公开举行弥撒，否则会遭到严惩。19世纪初，许多法律被废除或不再执行，天主教开始放弃之前的地下状态。1803年，约翰·托马斯·特洛伊总主教组成的一个委员会，购买了马尔伯勒街和大象巷（现称座堂街）拐角处的安尼斯利勋爵的宅邸，而在该市的主干道萨克维尔街（今奥康内尔街）的视线范围内作为当资金和法律允许时，计划中新建主教座堂的位置。选择执行设计的建筑师是乔治·帕帕沃思。1814年6月，拆除原有房屋，随后建起了希腊复兴风格的临时主教座堂。1825年11月14日，新的都柏林总主教丹尼尔·默里庆祝新的主教座堂完成。因此，它成为新教改革以后大不列颠及爱尔兰联合王国的第一个天主教主教座位。
这座新建筑成为爱尔兰民族精神的象征。1829年，爱尔兰民族主义领袖、英国下议院第一位天主教议员丹尼尔·奥康奈尔，在临时主教座堂庆祝特别的感恩大弥撒。1841年，几个世纪以来第一位天主教徒都柏林市市长，奥康奈尔在此举行弥撒庆祝当选。他于1847年去世后，灵柩放置在临时主教座堂。
爱尔兰自由邦行政会议主席科斯格雷夫（1922年至1932年），信仰虔诚的天主教徒，曾建议在1916年起义中烧毁的邮政总局，改建为主教座堂，但这个想法没有付诸实施。从20世纪40年代到70年代初的都柏林总主教约翰·查尔斯·麦奎德购买了梅林广场中心的花园，宣布计划在那里建立主教座堂，他的计划未能通过，最终花园被他的继任者交给市议会，向公众开放。

## 国家典礼

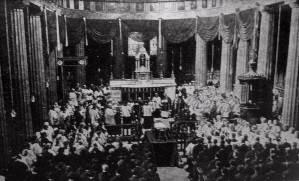
迈克尔·柯林斯在1922年的葬礼

临时主教座堂仍然是宗教和国家的礼仪活动的一个焦点。直到1983年，爱尔兰总统在宣誓就职前，需要在聖派屈克座堂（如果是圣公会教徒）或圣玛利亚临时主教座堂（如果是罗马天主教徒）举行宗教仪式。1973年厄斯金·漢密爾頓·奇爾德斯总统的就职典礼仪式在聖派屈克座堂，1974年卡福爾·奧道勞总统和1976年帕特里克·希勒里总统的就职典礼仪式在圣玛利亚临时主教座堂。1983年改为跨教派的宗教仪式，罗马天主教、圣公会、长老会、卫理公会和犹太教的代表都参加了在都柏林城堡举行的仪式。重要人物 ，包括迈克尔·柯林斯和前总统斯恩·奧凱利、埃蒙·德·瓦莱拉、和都柏林市市长凯瑟琳·克拉克的国葬仪式也在此举行。一幅描绘迈克尔·柯林斯葬礼的绘画悬挂在总统官邸（Áras an Uachtaráin）。

## 外部鏈結
- 聖瑪利亞臨時主教座堂官方網站（页面存档备份，存于）（英文）

53°21′3″N 6°15′33″W / 53.35083°N 6.25917°W